# Chthonius spelaeophilus
Chthonius spelaeophilus es una especie de arácnido  del orden Pseudoscorpionida de la familia Chthoniidae. Presenta las subespecies Chthonius spelaeophilus histricus y Chthonius spelaeophilus spelaeophilus.

## Distribución geográfica
Se encuentra en los territorios que antes se llamaban Yugoslavia.